# Ši Najan
Ši Najan (kitajsko 施耐庵, pinjin Shī Nài'ān) je bil kitajski pisatelj iz obdobja dinastije Juan in zgodnje dinastije Ming, * ok. 1296, † ok. 1372.  
Ši Najanu se pripisuje avtorstvo romana Razbojniki iz močvirja Ljanšan (kitajsko 水滸傳 / 水浒传, pinjin Shuǐhǔ Zhuàn), enega od štirih velikih klasičnih romanov kitajske književnosti. O njegovem življenju je malo zanesljivih podatkov, o njegovem literarnem delovanju pa še manj. 

## Življenje
Zanj je tradicionalno veljalo, da je bil učitelj Lua Guandžonga, urednika ali avtorja Romance treh kraljestev, drugega od štirih velikih kitajskih klasičnih romanov. Tudi o njegovem življenju je zelo malo znanega. Učenjaki iz poznega Minga in zgodnjega Činga so trdili, da je Ši Najan živel ob koncu dinastije Juan in bil rojen v Hangdžovu, vendar so  njihove trditve temeljile na morda nepodprtih domnevah. Zgodovinar Lu Šun je v začetku 20. stoletja menil, da so si ime Ši Najan morda izmislili avtorji kasnejših izdaj njegovega romana.
Kmalu po drugi svetovni vojni so v okrožju Šinghua v Džjangsuju našli spominsko ploščo s Šijevim imenom, ki jo je v zgodnjih 50. letih preiskovala skupina raziskovalcev. Glavni preiskovalec je po preiskavi izjavil, da "tam niso našli niti najmanjše sledi Ši Najana". Zdelo se je, da njegovo identiteto potrjujejo podatki v njegovem družinskem rodoslovju, vendar rodoslovje ni zanesljivo pristno. Ge Ljangjan zaključuje, da razprava o obstoju Šija "nikoli ne bo privedla do dokončnega konca" in dodaja, da v nobenem primeru ne bo mogoče ugotoviti, ali sta Luo ali Ši, če sta obstajala, sodelovala pri pisanju Razbojnikov iz močvirja Ljanšan.
Njemu v čast je poimenovana Ši Najanova nagrada za književnost. 

## Vira
- Lu, Naiyan, "Shuihu Zhuan" ("Water Margin"). Encyclopedia of China (Chinese Literature Edition).
- Ge, Liangyan (2001). Out of the Margins: The Rise of Chinese Vernacular Fiction. Honolulu: University of Hawai'i Press. ISBN 9780824823702.